# 全球合作暨訓練架構
全球合作暨訓練架構（英語：Global Cooperation and Training Framework，縮寫GCTF）是一項跨國合作訓練計畫，由中華民國政府、美國在台協會於2015年簽署合作備忘錄所發起，每年定期舉辦國際研習營，邀請各國政府官員與學者專家參與，議題含括公共衛生、婦女權益、媒體識讀、環境能源、資訊安全及人道援助等等，成立至今已有99個國家參與。日本於2019年加入成為正式夥伴，澳洲亦於2021年宣布加入。機關總部設立於中華民國外交部。

## 論壇會議
GCTF每年都會針對不同議題舉行跨國論壇，實體會議的地點大多位於台北，2020年起則因嚴重特殊傳染性肺炎改為線上舉辦。2019年曾首度移師帛琉舉行，其後也曾在瓜地馬拉及捷克等地舉辦。

## 外部連結
- 全球合作暨訓練架構官方網站 （页面存档备份，存于）
- 全球合作暨訓練架構 (GCTF) 計畫 - 美國在臺協會 （页面存档备份，存于）
- 「全球合作暨訓練架構」GCTF: Global Cooperation and Training Framework - 日台交流協會 （页面存档备份，存于）